# ハイテク犯罪テクニカルオフィサー
ハイテク犯罪テクニカルオフィサー（ハイテクはんざいテクニカルオフィサー）は、かつて警視庁に所属する警察官に付与された資格。認定者は警視庁ハイテク犯罪対策総合センターの他、警視庁本部の各課、東京都内の各警察署などに所属し、サイバー犯罪（ハイテク犯罪）の捜査、資機材管理運用などの任務に就いた。

## 概要
2006年12月28日に「ハイテク犯罪テクニカルオフィサー運用要綱」が制定され、2007年1月1日に要綱が実施することとされた。
コンピュータ、コンピュータネットワークの専門的知識・技能等を有するハイテク犯罪テクニカルオフィサーは、警部以下の階級で管理職以外の警察官の中から認定される。認定候補者は、所属の長により推薦され、警視庁本部設置のハイテク犯罪総合対策本部の本部長が最終的に認定する。認定者には認定証が交付される。警視庁ハイテク犯罪対策総合センターの所長が認定者を「ハイテク犯罪テクニカルオフィサー名簿」に記載する。
東京都内の各警察署では、署内にハイテク犯罪対策推進本部を設置し、警察署長が本部長となり、ハイテク犯罪テクニカルオフィサーなどの専門署員でチームを形成している。各警察署のハイテク犯罪対策推進本部の事務局は生活安全担当課、島部警察署は「生活安全を担当する係」。
ハイテク犯罪テクニカルオフィサーは、重大ハイテク犯罪、サイバーテロ等の緊急時の招集要員になっていた。

## 認定基準
「ハイテク犯罪テクニカルオフィサー運用要綱」により、次のような認定基準がある。
- ハイテク犯罪対策技術委託研修の修了者
- ハイテク犯罪対策企業研修の修了者
- 警視庁ハイテク犯罪対策総合センターでのサイバー犯罪（ハイテク犯罪）対策の実務経験が2年以上の者
- 基本情報技術者もしくは同等以上の資格があり、ハイテク犯罪捜査専科教養を修了した者
- ハイテク犯罪総合対策本部の本部員の所属としてハイテク犯罪対策の実務経験が2年以上の者